# ブライトン
ブライトン（Brighton）は、イギリスのイングランド南東部に位置する都市。行政上はイースト・サセックス州ブライトン・アンド・ホヴに所属する。
知名度・規模ともにイギリス有数の海浜リゾートである。観光都市であることから、ホテルやレストラン、エンターテインメント施設が多数あり、これらの施設を活かしたビジネスカンファレンスなども頻繁に開催されている。この他の側面として、大学や語学学校をはじめとする教育施設が多い。このため学生が多く、パブやナイトクラブが多数あり、パーティ・タウンとしても有名である。

## 地理
イングランド南東部のイギリス海峡の海岸にあり、西側のショアハム＝バイ＝シーのエイドゥー川の河口から東側のウーズ川の河口までの間にサウス・ダウンズ国立公園が広がり、海岸にはチョーク層群の露頭が見られ、ダウンランド、チョークの断崖と礁、砂浜、砂利浜、淡水湿地、落葉樹林、河口、チョークの草原などの地形が発達している。一帯にはタマシャジン、ニレ、野生のリンゴなどの植物が生え、カラフトキリギリス、アドニスヒメシジミ、フルマカモメ、ナミハリネズミ、キアオジ、ヨーロッパウナギなどの動物が生息しており、サウスダウン種のヒツジとサセックス種のウシの飼育も行われる。2014年に北東側の内陸にあるルイス一帯と共にユネスコの生物圏保護区に指定された。

## 歴史
1086年の土地台帳によれば、ブライトンはその頃 "Bristelmestune" という名で呼ばれる漁村であり、ニシン4000匹の地代が設定される村であった。1514年6月、英仏間の戦争中、ブライトン ("Brighthelmstone") はフランスからの侵入に遭い、聖ニコラス教会および今日の "The Lanes" 地区を除き、街は炎に包まれた。1545年に作製された絵画に当時の街の様子が描かれており、侵入の様子を伝える最も古い絵画である。
1740年代から50年代にかけて、ブライトン北部に位置するルイス村のリチャード・ラッセル医師は患者に対して、海水から生成した薬を処方し始めた。1780年までには、摂政時代（英国史において1811年-1820年を指す用語）建築様式の連棟式集合住宅の開発が始まり、漁村は海岸沿いのリゾートとしての急速な成長を始めた。1783年にはリージェント王子（後のジョージ4世）がブライトンを来訪し、彼の庇護もあり街の成長は更に著しくなった。ジョージ4世国王は休暇の大半をこの街で過ごし、インド風のエキゾチックで優雅な建築物であるロイヤル・パビリオンを彼の国王即位前の摂政時代初期に建築している。
1841年にはロンドンからの鉄道路線が敷設され、日帰り旅行者が急増し、人口も1801年の7000人程度から1901年には12万人を突破した。ヴィクトリア朝時代にはグランド・ホテル（1864年）、ウェスト・ピア（1866年）、パレス・ピア（1899年）を始めとする象徴的な建築物が登場した。
1873年から1952年にかけて、市域は何度も拡大され、1854年の1640エーカーから1952年の14347エーカーへと大きく拡大している。市域拡大によってブライトンに編入された地域には新しい宅地が開発され、都心のスラム街再開発も行われた。また、公営住宅の建て替えも進められ、ブライトンの様子はこの時期に劇的に変化した。
近年では、ブライトンは再び摂政時代のような高級で瀟洒な街という印象へと回帰している。行政面では、1997年にはブライトンは隣接するホヴとともに単一自治体のブライトン・アンド・ホヴを形成し、2000年には「シティ」の称号を与えられた。

## ランドマーク

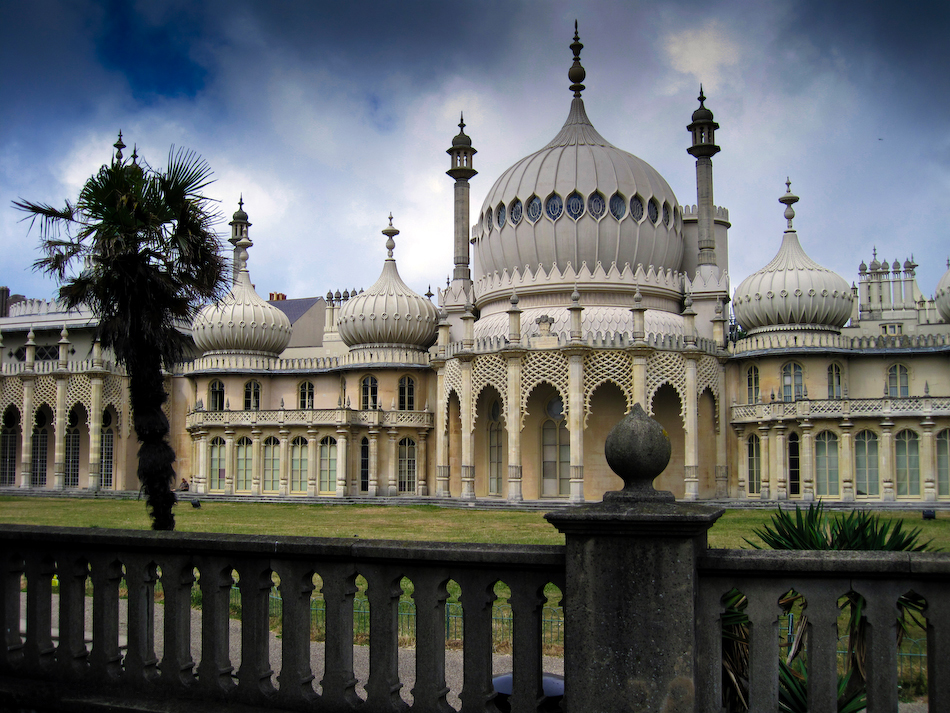
ロイヤル・パビリオン

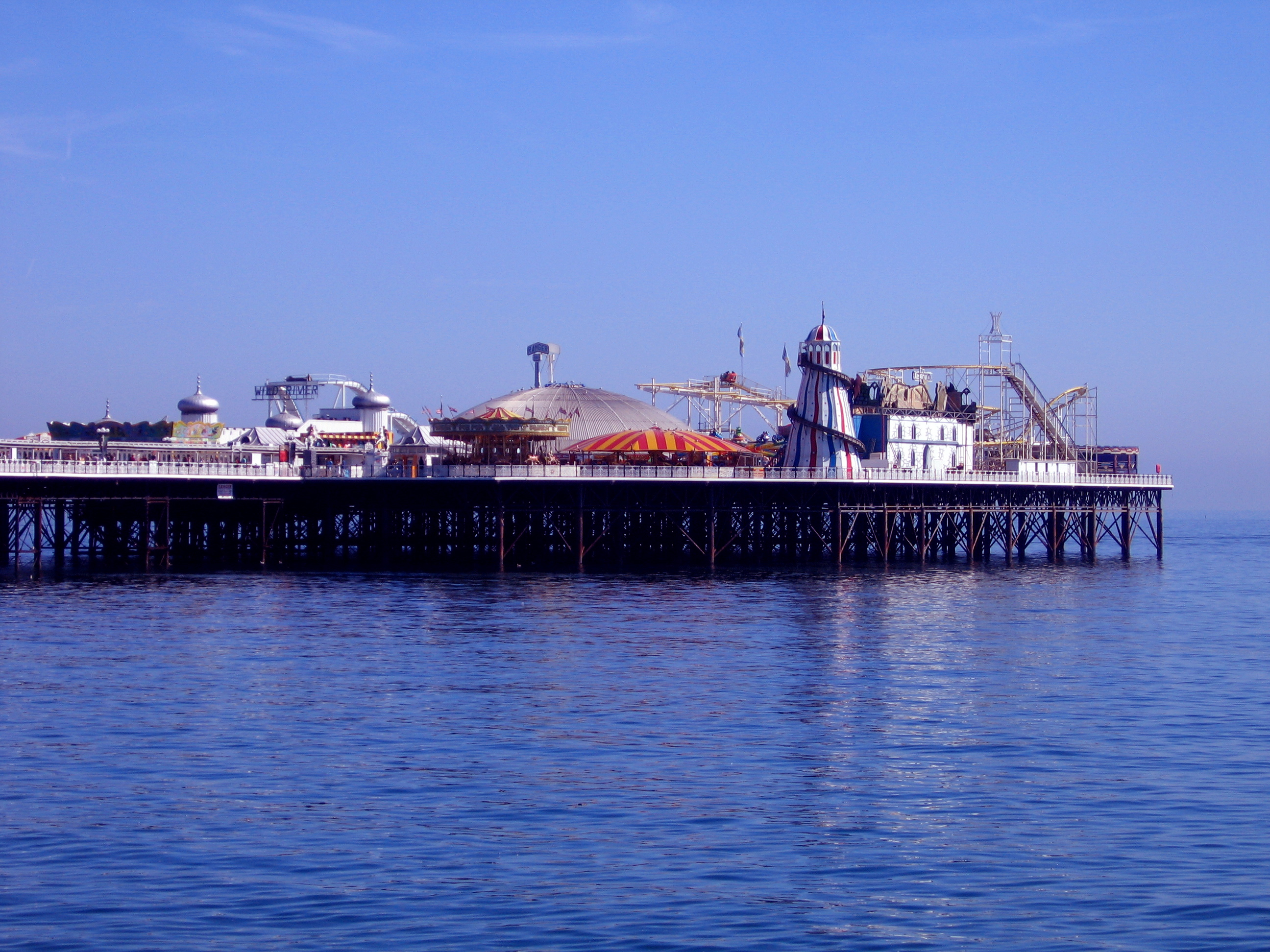
パレス・ピア

ロイヤル・パビリオンは1800年代初頭に王室の住居として摂政王太子（後の国王ジョージ4世）によって建築され、インド風の概観とオリエンタルな内装が美しい、ブライトンの目玉となっている建築物である。なお、ロイヤル・パビリオンと周辺の土地はブライトン市が1849年に53,000ポンドで買い取っている。
パレス・ピア（Palace Pier、ブライトン・ピアとも呼ばれる）は1899年に完成した桟橋であり、ゲームセンターや遊園地があり、ジェットコースターなどを楽しむことが出来る。
ウェスト・ピア (West Pier) は1866年に完成し、1975年に改修のため一旦閉園された。ウェスト・ピアはイングリッシュ・ヘリテッジから指定建造物 (Listed building) 第一級に認定される、イギリス国内に2つしかない貴重な桟橋の1つであったが、2002年12月に起こった嵐によって崩壊し、翌年に焼失した。2006年6月、ウェスト・ピアのあった場所には "i360" と呼ばれる展望台建設（設計はロンドン・アイの設計者マークスとバーフィールドによる）を行う旨が発表され、市当局によって2006年10月11日、正式に紹介された。
1883年8月に開通したヴォルクの電気鉄道がビーチの内陸側に沿ってパレス・ピアからブラック・ロックまでを走っており、この鉄道は現存する世界で最も古い電気鉄道として有名である。また1896年から1901年まで海上を走行するブライトン・アンド・ロッティンディーン海岸電気鉄道が運行された。

## 文化

### ビーチ

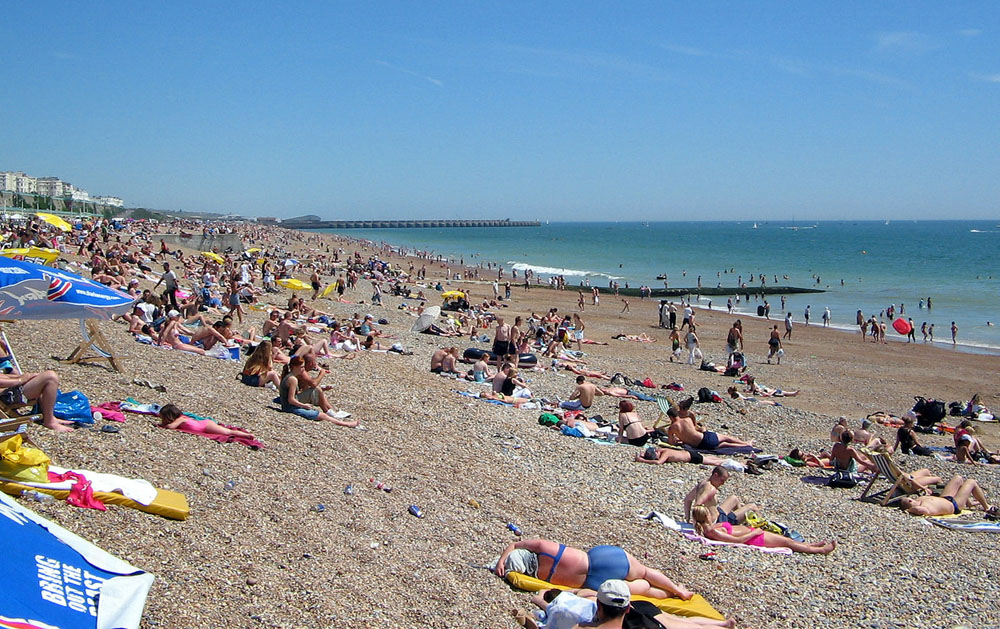
夏のケンプタウン・ビーチ

ビーチが最も目玉となる観光施設であり、砂浜に沿ってバー、レストラン、ナイトクラブ、およびゲームセンターが立ち並んでいる。砂浜の内陸側にもアトラクションが多数あり、時折誤って「ロンドンの海岸線」とも呼ばれる。ロンドンから日帰りで行けるビーチリゾートとして人気で、夏には多くの人が訪れる。
イギリス国内にはほとんどない公式のヌーディストビーチがケンプタウン (Kemptown) 地区南東部分に指定されており、大都市近郊に存在している点でも珍しいと言える。
1964年には兼ねてから対立が続いていたモッズとロッカーズの集団乱闘騒ぎに端を発する暴動が起きた。映画「さらば青春の光」でも言及されている。
1978年にブラック・ロック地区にあった屋外水泳プールが取り壊され、それ以来海岸線の最も東に位置する地区はヨーロッパ最大級のマリーナとして大規模に開発されている。しかしながら、プール自体があった場所はスケート・パークと落書きの壁を除いて空き地のままであり、海岸線西側に位置するホーヴ地区にあるキング・アルフレッド・レジャーセンターのような、高層ホテル建築を中心とする更なる再開発が市民とメディアの間で議論されている。

### ナイト・ライフとポピュラー音楽
ブライトンはレヴェラーズやファットボーイ・スリムを始めとする著名なミュージシャンとの関係が深い街でもある。パブやナイトクラブが多いため音楽に接する機会も多く、また、ブライトン・センター (Brighton Centre) を始めとする大規模なライブが行われる施設も多数存在する。

### 公式行事
政党による年次大会を中心として、ブライトンでは数多くの会議も開催されている。また、スポーツやレジャー施設の種類も豊富で、中でもサイクリングやモータースポーツが盛んであるため、毎年ロンドン-ブライトン間のレースが開催されている。

### ブライトン・フェスティバル
ブライトン・フェスティバルは毎年5月に開催される芸術祭である。ブライトン&ホーヴ市のいたるところで、子供たちによるパレードなどの行列、大規模な花火、映画や音楽やヴィジュアル・アートを目にすることができる。このフェスティバルの以前からの特徴として「オープン・ハウス」というコンセプトがあり、これは画家や職人などの芸術家の工房や家を一般開放し、芸術家やその同業者の作品を見てもらったり販売したりする活動である。

### 博物館および美術館

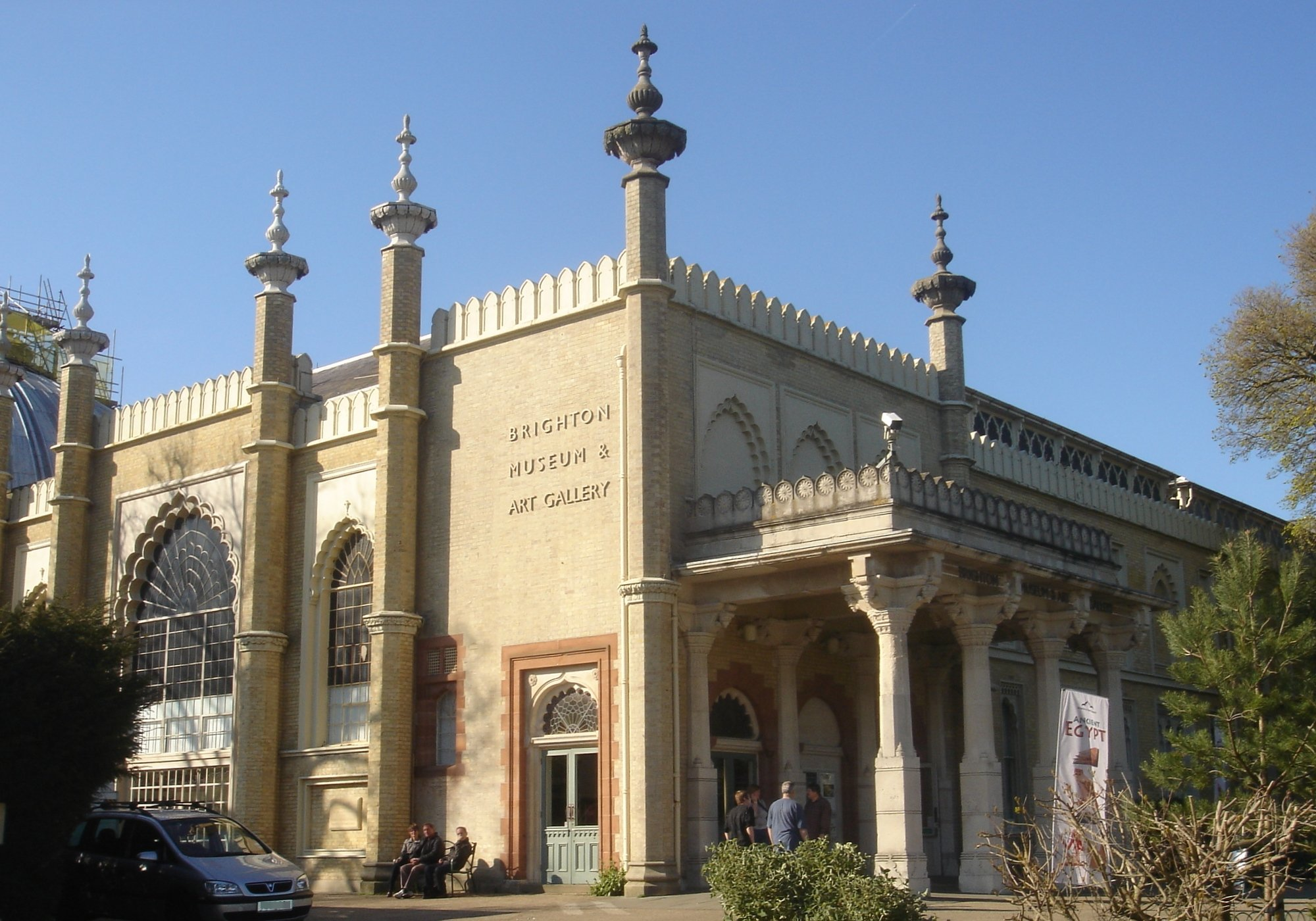
ブライトン・ミュージアム・アンド・アートギャラリー

ブライトンには市立ブライトン・ミュージアム・アンド・アートギャラリーやブース自然史博物館、漁業博物館、おもちゃと模型博物館など、数多くの博物館や美術館がある。私立の画廊も数多く、その一部は海岸沿いにあるアーチを利用して設置されている。中には絵画の展示・販売をカフェやバーで行っている場合もある。

### 劇場と映画
ブライトンの劇場には最近規模を拡張したコメディア (Komedia) やシアター・ロイヤル (Theatre Royal) がある。マールボロ・シアター (Marlborough Theatre) やナイチンゲール・シアター (Nightingale Theatre) といった小規模な劇場もいくつかあり、両者はともにパブの2階に位置し、マイナーだが魅力的な作品を上演している。
また、ブライトンは映画産業とのかかわりも深く、デューク・オブ・ヨーク映画館 (Duke of York's Picturehouse) は1910年9月22日以来長い歴史を持つ。

### レズビアン、ゲイ、両性愛およびトランスジェンダーのコミュニティ
ブライトンはLGBTコミュニティの多い街であり、LGBTを援助する団体や、関連する「シーン・ショップ」、バー、ナイトクラブなどが数多くある。よって、ブライトンはしばしば「イギリスにおける同性愛者の首都」とも呼ばれる。
毎年8月にはプライド・パレードが開催されており、数多くの参加者と観衆がブライトンに足を運んでいる。

### 民族性
ブライトンには、信仰および人種、民族的な点からのマイノリティを援助する団体が数多くある。市当局も多様性を促進させる寛容な政策をとっている。

## 教育
ブライトン大学があり、学生が多く住んでいる。また、近くのファルマーにはサセックス大学もある。

## スポーツ

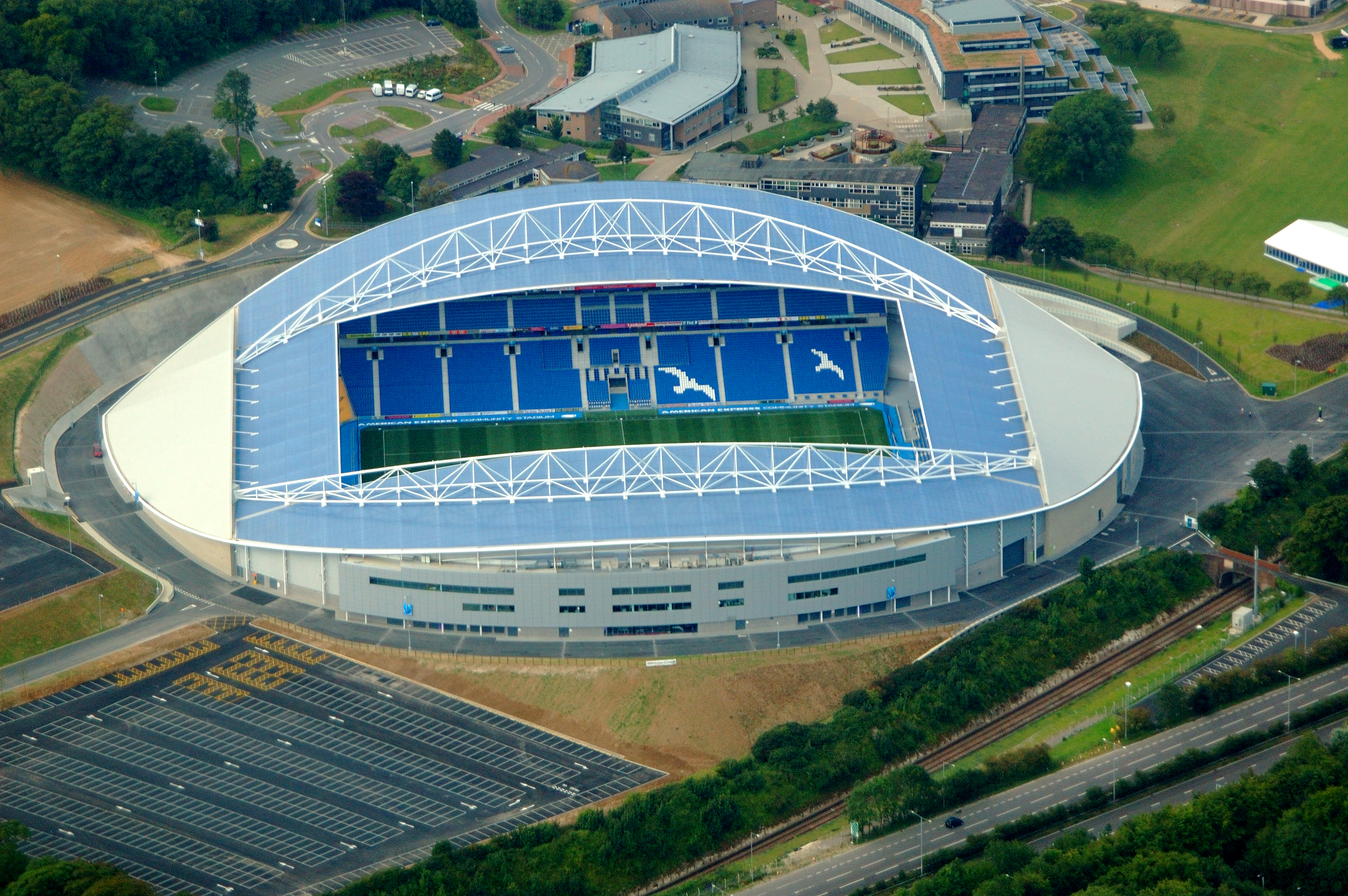
ファルマー・スタジアム

プロサッカークラブのブライトン・アンド・ホーヴ・アルビオンFCが本拠地を置く。1983年にFAカップ決勝まで進出した。2017-18シーズンからプレミアリーグに昇格した。日本代表の三笘薫が所属している。ホームスタジアムはファルマー・スタジアム（アメリカン・エキスプレス・コミュニティ・スタジアム）。
ラグビーワールドカップ2015で試合会場の一つとなり、南アフリカ対日本戦で日本が勝利し、「ブライトンの奇跡」と呼ばれ、映画化もされた。

## 交通
ロンドンからブライトンへのアクセスは主に鉄道と高速バスの2種類がある。
鉄道の場合、ブライトン駅まではロンドン中心部のヴィクトリア駅から約51分、またはロンドン・ブリッジ駅から約1時間である。列車はいずれもゴヴィア・テムズリンク・レールウェイによって運行されており、ヴィクトリア駅発着列車は「サザン」ブランドを、ロンドン・ブリッジ駅発着列車は「テムズリンク」ブランドを用いている。
高速バスは、ナショナル・エクスプレスがヴィクトリア・コーチ駅から発車し、終点プール・バレーまで毎日運行している。

## 姉妹都市
- ディエップ（フランス共和国 ノルマンディー地方 セーヌ･マリティーム県）
- レイキャネースバイル（アイスランド共和国 南西アイスランド地方）

## 関係者
出身者
- オーブリー・ビアズリー - イラストレーター
- マーティン・ライル - 天文学者（1974年ノーベル物理学賞受賞）
- ジョン・ハザウェイ - 総合格闘家

居住その他ゆかりある人物
- ファットボーイ・スリム - クラブDJ、ミュージシャン

## ブライトンを舞台にした作品
- グレアム・グリーンの小説『ブライトン・ロック』（1938年）
- クイーンの楽曲『ブライトン・ロック』（1974年のアルバム『シアー・ハート・アタック』に収録）
- 映画『さらば青春の光』（1979年）
- 映画『ブライトン・ミラクル』（2019年）[7][8][9]
- 映画『僕の巡査』（2022年）
- 映画『2度目のはなればなれ（原題：The Great Escaper）』[10][11]（2023年）- 主人公夫婦が暮らす老人ホームがブライトン＆ホーブ（Brighton & Hove）にある。
- 楽曲　宇多田ヒカル『One Last Kiss』
- 楽曲　映画けいおん! エンディング曲『Singing』